# Lambula aroa
Lambula aroa — вид метеликів родини Ведмедиці (Arctiidae). 

## Поширення
Ендемік Папуа Нової Гвінеї. Поширений у долині Балієм у Центральному хребті.